# Aljona Lanskaja
Aljona Lanskaja (bělorusky Алена Ланская, transliterace Aljena Lanskaja; rusky Алёна Ланская, transliterace Aljona Lanskaja; * 7. září 1985, Mohylev, Bělorusko) je běloruská zpěvačka a čestná umělkyně Běloruské republiky.

## Biografie
Už v dětství byly oblíbeným koníčkem budoucí umělkyně koncerty na střeše garáže u rodinné chaty rodičů – Michaila Aleksandroviče a Valentiny Ivanovny. Tato dívka se silným hlasem již první třídě vystupovala na koncertech a zpívala ve školském sboru. Na střední škole vystupovala s mnohými skupinami na dětských diskotékách.

## Kariéra
Je laureátkou hudebních soutěží Сарандев-2008 (Bulharsko) a Кубок Европы-2009 (Rusko), vítězkou mezinárodní soutěže mladých zpěváků populární hudby Atlantic Breeze-2010, laureátkou soutěže mladých hudebníků Маладыя таленты Беларусі, laureátkou mladých interpretů mládeže I. stupně hospodářské soutěže Молодежь — за Союзное государство (Rusko). V roce 2011 vyhrála soutěž Slovanský bazar, která se koná každoročně v běloruském Vitebsku. Reprezentovala Bělorusko na Eurovision Song Contest 2013, která se konala ve švédském Malmö, s písní "Solayoh". Ze semifinále se kvalifikovala ze sedmého místa a ve finále se umístila na 16. příčce se ziskem 48 bodů.

### Slovanský bazar 2011
Dne 11. července 2011 na hudební soutěži Slovanský bazar, který se koná každoročně v běloruském městě Vitebsk, reprezentovala Bělorusko. V první soutěžní večer 20. ročníku mezinárodní písňové soutěže interpretů si za píseň Небо знает připsala 89 bodů z 90 možných, čímž zaujala vedoucí pozici. Za druhý soutěžní den festivalu si dohromady připsala 179 bodů ze 180 možných, čímž soutěž vyhrála. Dne 13. července 2011 na konci soutěže získala cenu Grand-Prix mladých umělců "Vitebsk-2011", ke které se podle jejich slov ubírala 6 let.

### Eurofest 2012
Po absolvování semifinálového kola, které se konalo 21. prosince 2011, se kvalifikovala do finále Eurofestu 2012 jako jedna z patnácti vybraných účastníků. Dne 14. února 2012 vyhrála právo na reprezentaci své země na Eurovision Song Contest 2012 v ázerbájdžánském Baku s písní "All My Life". Nicméně 24. února 2012 bylo vydáno prohlášení, ve kterém bylo uvedeno, že byla diskvalifikována poté, co běloruský prezident provedl šetření, ze kterého vyplynulo, že neférově vyhrála v Eurofestu 10 dní předtím. Ve stopách fám, které obíhaly, bylo řečeno, že producenti zmanipulovali televizní hlasování tím, že Aljoně dali 12 bodů, díky kterým vyhrála. V reakci na tvrzení prezident Lukašenko přikázal bezprostřední šetření a později potvrdil, že to byla pravda. Následně byla nahrazena skupinou Litesound, která získala ve finále národního kola Eurofest druhou příčku.

### Eurofest 2013
Po diskvalifikaci z národního kola Eurofest 2012 se opět přihlásila do následujícího ročníku na reprezentantku Běloruska v roce 2013 s písní "Rhythm of Love", kterou napsali Leonid Širin, Juryj Vaščuk a Aleksej Širin. Dne 7. prosince 2012 vyhrála národní finále ziskem nejvyšších ohodnocení jak od veřejnosti, tak od poroty a reprezentovala Bělorusko na Eurovision Song Contest 2013 ve švédském Malmö. Později 4. března 2013 byla píseň "Rhythm of Love" oficiálně nahrazena písní "Solayoh".

## Diskografie

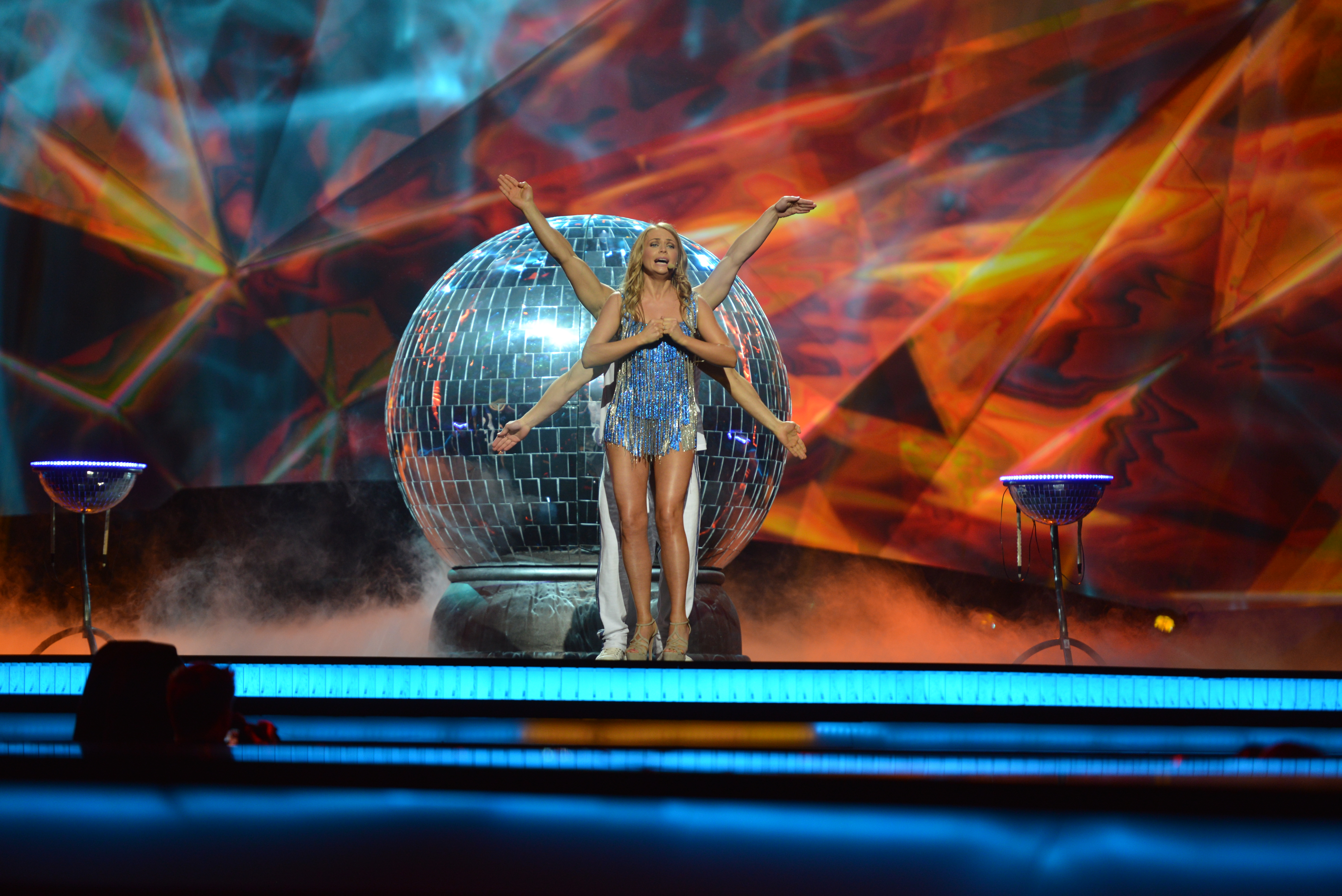
Aljona na Eurovision Song Contest 2013

### Alba
- 2013 – Solayoh[18]

### Singly
- 2013 – "Solayoh"

### Významné písně
- 2012 – "All My Life"
- 2013 – "Rhythm of Love"

### Videoklipy
- 2013 – "Solayoh"
- 2013 – "Speak"

| Bělorusko na Eurovision Song Contest      | Bělorusko na Eurovision Song Contest | Bělorusko na Eurovision Song Contest |
| ----------------------------------------- | ------------------------------------ | ------------------------------------ |
| Předchůdce: Litesound "We Are the Heroes" | 2013 Aljona Lanskaja                 | Nástupce: TEO "Cheesecake"           |